# 第一次大沽口之戰
第一次大沽口之戰發生於1858年5月20日，是繼廣州淪陷後緊接而來的戰事，清軍奮戰約2小時便敗亡。這起戰事的結果促成了《天津條約》的簽訂，更導致咸豐帝決心修建大沽砲台，和後來第二次發生的衝突。

## 戰前情勢
廣州城被奪以後，1858年4月，英、法、美、俄四國使節到天津、大沽口外。4月24日，四國使節會見清政府限期6天內派人談判，否則將採取「必要的手段」。咸豐帝派出直隸總督譚廷襄趕赴交涉，不料英法公使以「照會型式不符、無欽差大臣之權」為由拒絕接見。至於英法方則因兵力未能集合完畢，延遲了原本6天內的進攻。咸豐帝除了同意減少關稅外，對於四國的要求一律拒絕，也不准譚廷襄開戰。在英法代表仍舊拒絕交涉的情況下，譚廷襄改與美、俄代表交涉願能協助談和，但因困難的要求仍毫無結果，以為：「外托恭順之名，內挾要求之術」。
譚廷襄要求開戰，提出上海、寧波、福州、廈門全部關閉，停止貿易的策略。兩廣總督黃宗漢也提議速速克復廣州，使英法等國震懾再出面開導。咸豐帝未批准以上提議，並發出聲明：
|  | 切不可因兵勇足恃，而先啟起兵端。 |

 仍舊命譚廷襄駁斥各國要求。1858年5月18日，英法代表與海陸軍司令協商攻占大沽口，以天津做為目標。5月20日，對清政府發出最後通牒限定2小時內交出大沽口被拒絕，隨即派兵進攻。

## 大沽口的布局

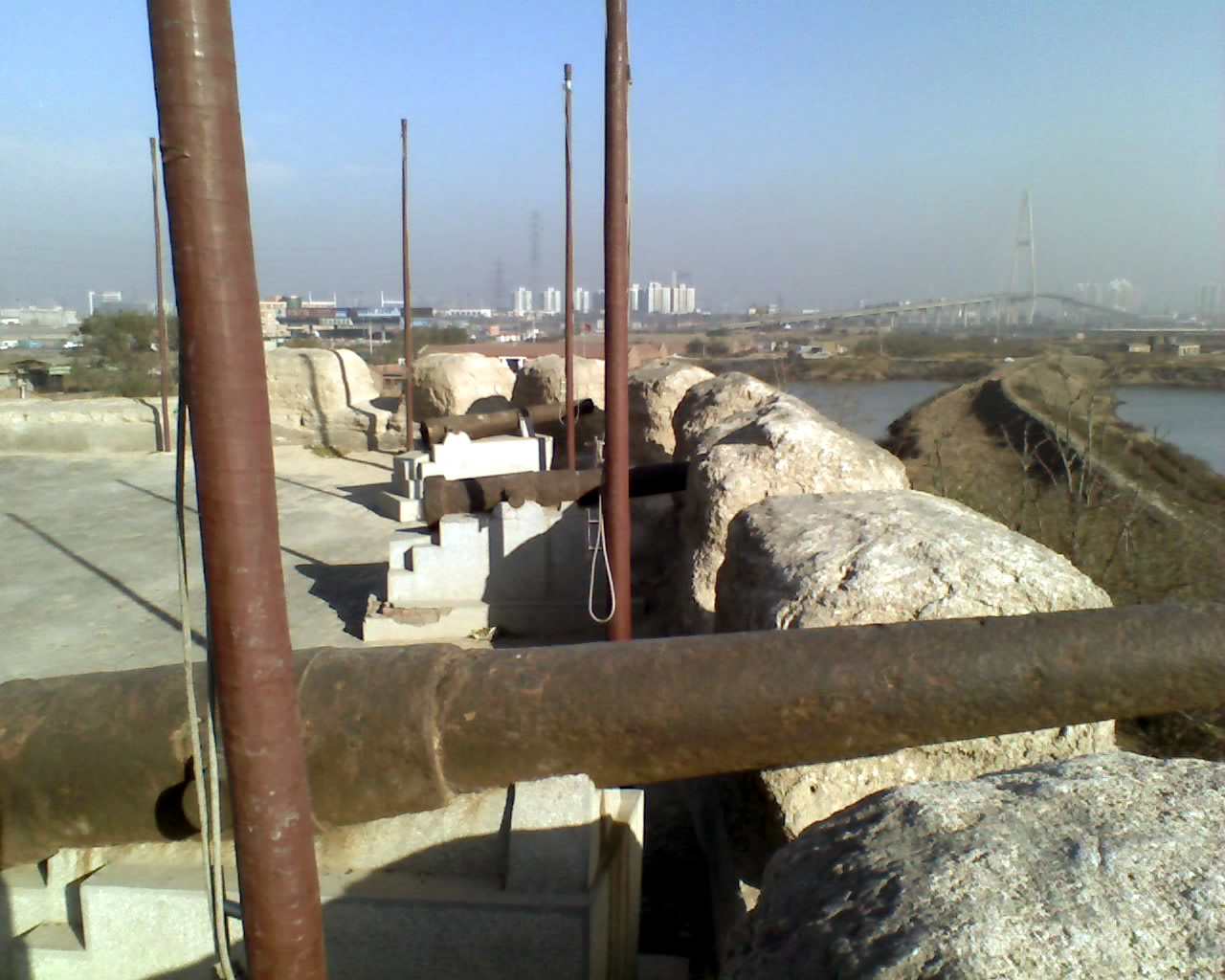
大沽炮台的大炮

這一時期的大沽口建有4座砲台，平常約3000多名守軍固守。後來的廣州淪陷，使咸豐帝加派6000多名士兵增援。

## 戰鬥
1858年5月20日，英法聯軍用砲艇讓1200位士兵從大沽口登陸，清守軍奮力抵抗在2小時後全軍戰敗，南北砲台陸續被攻陷。5月26日，英法聯軍未遭遇抵抗就兵臨天津城下。
5月30日，四國使節逼迫清政府派全權代表至天津談判，否則將進軍北京。經此一戰，極為震驚的清朝在6月1日派出大學士桂良、吏部尚書花沙納、耆英（曾參與簽訂南京條約）赴天津與各國談判。

## 後續交涉
咸豐帝打算用耆英進行斡旋，在奏摺上硃批諭示耆英：
進京瞻仰。可告以速將各條定議妥協。並將兵船退至攔江沙外。然後再議進京之事。中國以誠信待人。亦斷無別意。惟各國向無進京之例。此次應行禮節。亦須彼此商定。按照中國禮節。至各夷進京。中國民人。亦必驚疑。更須先為曉諭。不能臨時猝辦。再進京之請。皆俄夷從中播弄。英、佛、米皆重利。從前並無此說。

耆英諒已馳抵天津。即可往見英、佛（法國）、米（美國）三國。將所求之事。妥為酌定。如桂良、花沙納所許。該夷猶未滿意。著耆英再行允准幾條。或者該夷因耆英於夷務情形熟悉。可消弭進京之請。則更穩妥。此時桂良等作為第一次准駁。留耆英在後。以為完全此事之人。津郡情形。甚屬危急。不得不通融辦理也。將此由六百里密諭知之。
以為憑藉過去與英方簽約的經歷必能成事，可英法聯軍早在占據廣州後翻遍了廣州官府的檔案，對當年南京條約的內幕一清二楚，便多次刁難。耆英見不能成事，2天後私自回京。經過桂良、花沙納的交涉，終在1858年6月13日簽訂《中俄天津條約》，6月18日簽訂《中美天津條約》。
6月22日，清朝在英公使額爾金進軍北京的威脅下，簽訂《中英天津條約》。6月27日與法國簽訂《中法天津條約》。